# Jeorjos Aleksiadis
Jeorjos Aleksiadis, gr. Γεώργιος Αλεξιάδης (ur. 18 grudnia 1911 w Atenach, zm. 1999) – grecki polityk, prawnik i menedżer, w 1973 minister zatrudnienia, od 1982 do 1984 poseł do Parlamentu Europejskiego I kadencji.

## Życiorys
Ukończył studia prawnicze, od 1932 praktykował jako prawnik w Atenach. Od 1953 do 1954 pozostawał menedżerem w EIR, publicznym nadawcy radiowym, później był także zastępcą dyrektora ds. prawnych w Narodowym Banku Grecji. Zaangażował się w działalność polityczną w ramach Partii Progresywnej. Od października do listopada 1973 był ministrem zatrudnienia w przejściowym rządzie Spyrosa Markezinisa. W 1981 kandydował do Parlamentu Europejskiego, mandat uzyskał 16 listopada 1982 w miejsce Iliasa Glikofridisa. Pozostał deputowanym niezrzeszonym, został członkiem Komisji ds. Młodzieży, Kultury, Edukacji, Informacji i Sportu.